# Броз, Светлана
Светлана Броз (сербохорв. Светлана Броз / Svetlana Broz; 7 июля 1955, Белград — 22 марта 2025, Белград) — югославский и боснийский врач-кардиолог и писательница. Внучка Иосипа Броза Тито.

## Биография
Младшая дочь Жарко Броза и Златы Елинек-Броз. С 1970 по 1975 год работала вольным журналистом в разных газетах и журналах Югославии. Окончила в 1980 году медицинский факультет Белградского университета, работала в 1981—1989 годах в Военно-медицинской академией. Во время Боснийской войны работала врачом-кардиологом в горячих точках, спасая жизни пострадавших гражданских. В январе 1993 года начала писать воспоминания о войне, которые вышли в 1999 году под названием «Добрые люди в злые времена» и затем были изданы в США в 2003 году. С 2000 года проживала в Сараево; согласно интервью в газете Nezavisne novine, получила боснийское гражданство в 2004 году.
Светлана Броз возглавляла боснийское отделение благотворительной организации GARIWO (англ. Gardens of the Righteous Worldwide — Сады Праведников мира), также руководила семинарами «Education Towards Civil Courage», на которых желающие обучаются тому, как выстоять в дни социальных и политических потрясений, бороться против коррупции и дискриминации. Также Светлана Броз читала лекции в Гарвардском университете и в Сорбонне. Дала более 2 тысяч интервью, в том числе и телеканалу «Россия». Являлась антивоенной активисткой.
В 2011 году Светлана Броз была награждена французским орденом «За заслуги» по указу президента Николя Саркози. Являлась также почётной гражданкой города Тузла, где родилась её мать Злата Елинек. В 2007 году итало-швейцарский образовательный центр Римини наградил её образовательной премией Маргариты Дзобели.
Скончалась 22 марта 2025 года.